# Lüdenscheid

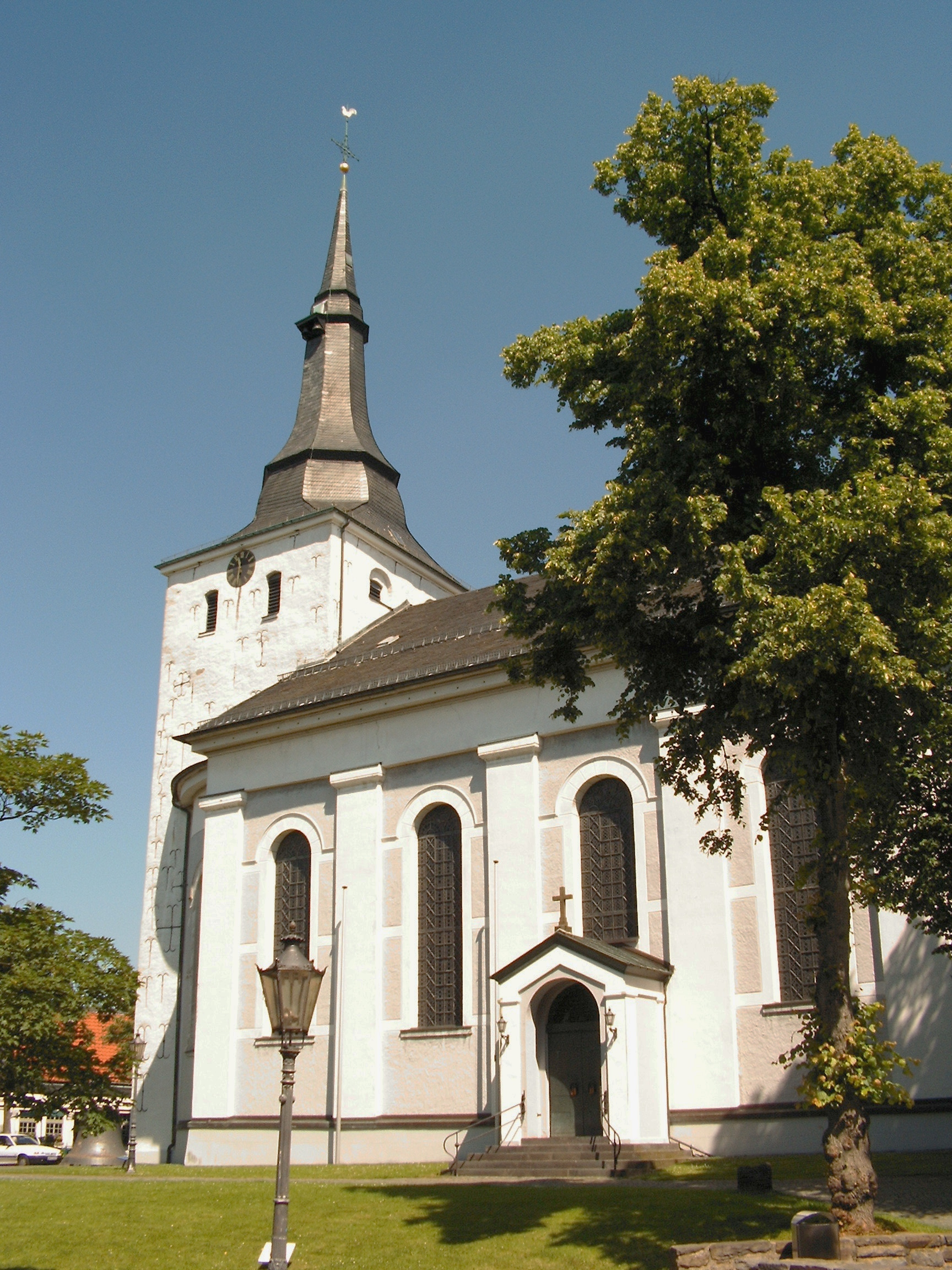
Erlöserkirche (église protestante)

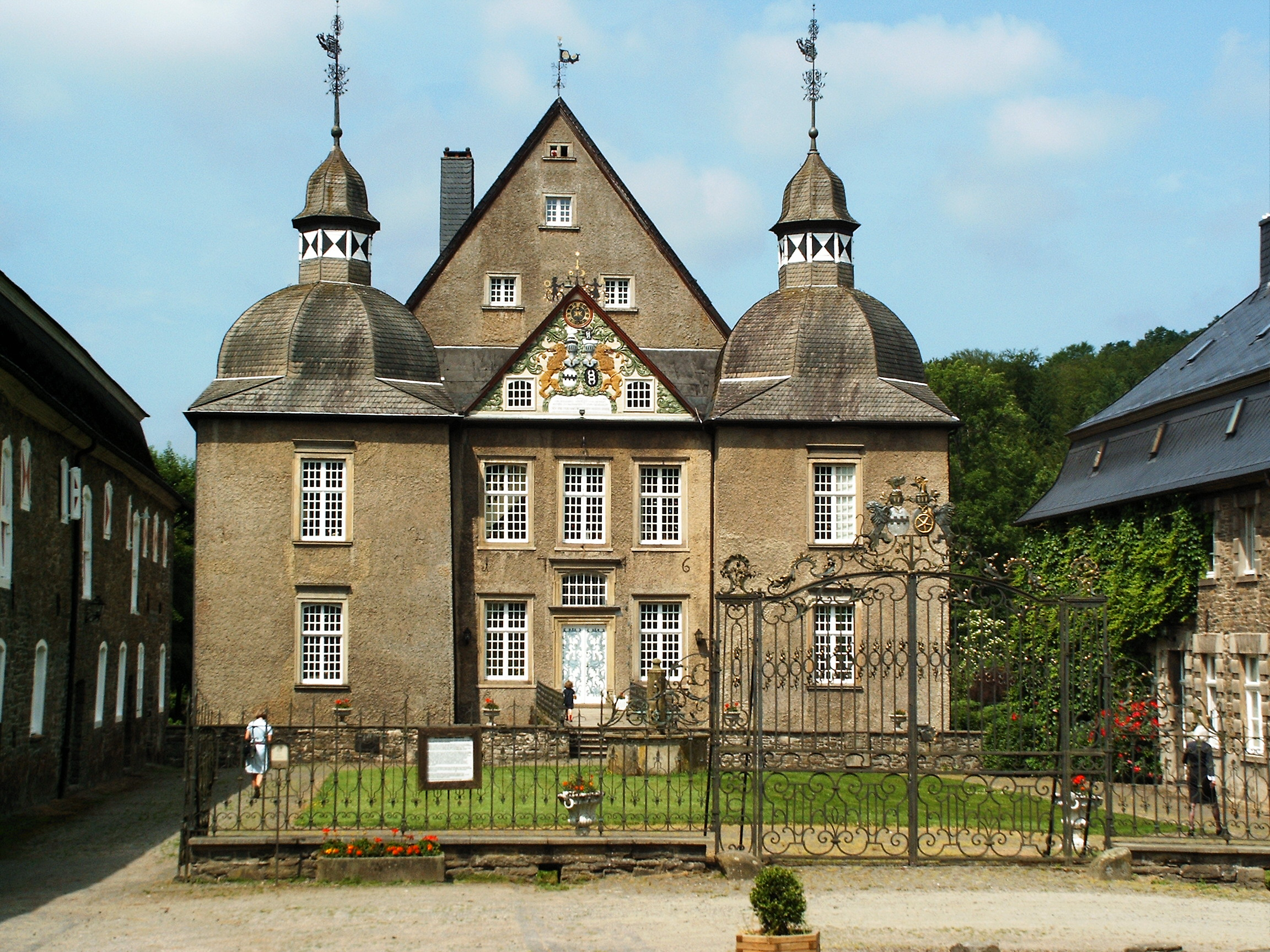
Château Neuenhof

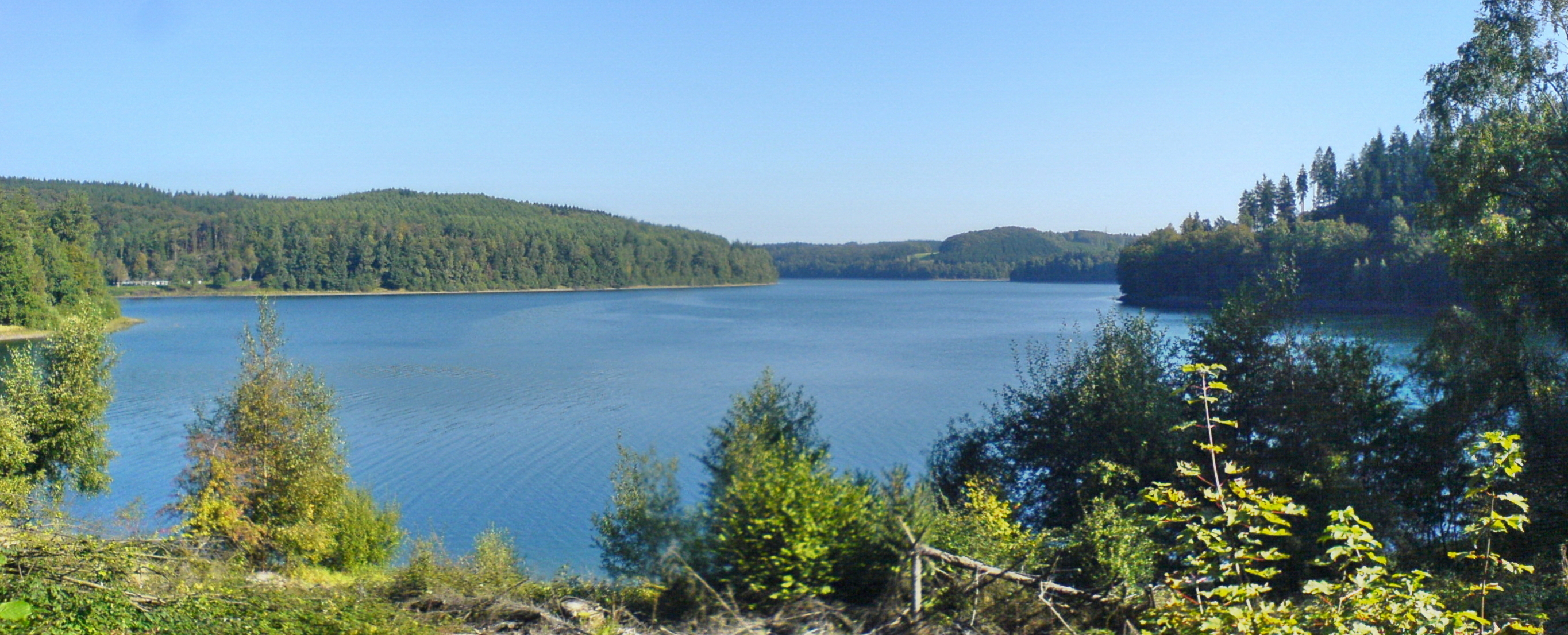
Lac du barrage "Verse"

Lüdenscheid est une ville allemande du Land de Rhénanie-du-Nord-Westphalie, chef-lieu de l'arrondissement de La Marck (Märkischer Kreis),

## Généralités
Lüdenscheid se trouve dans la région du Sauerland, caractérisée par un paysage de petites montagnes et forêts.
C'est une ville industrialisée de longue date. C'est là qu'en 1898 a été construit le premier dirigeable Zeppelin, dans l'usine « Carl Berg ».

## Histoire
| Appartenances historiques Comté de Berg 1101-1161 Comté d'Altena 1161-1262 Comté de La Marck 1262-1807 Grand-duché de Berg 1807-1813 Royaume de Prusse (Province de Westphalie) 1815-1918 République de Weimar 1918-1933 Reich allemand 1933-1945 Allemagne occupée 1945-1949 Allemagne 1949-présent |

Proche d'Altena, Lüdenscheid fait partie du comté d'Altena quand il apparaît vers 1160, puis du comté de la Marck à partir de 1262. Le comté étant passé aux Hohenzollern (1614), Lüdenscheid relève donc à partir de 1701 du royaume de Prusse.

## Monuments et lieux touristiques
- La "Erlöserkirche" est la plus ancienne église de la ville avec une tour du XIe siècle.
- Le corps de logis du château Neuenhof est de la fin du XVIIe siècle.
- Sur le mont Homert (539 m) se trouve une tour d'observation.
- La "Versetalsperre" est un lac de barrage.

## Personnalités
- Monika Bohge, écrivain
- Nuri Şahin, footballeur turc
- Lobsang Palden, médecin et compositeur tibétain

## Jumelages

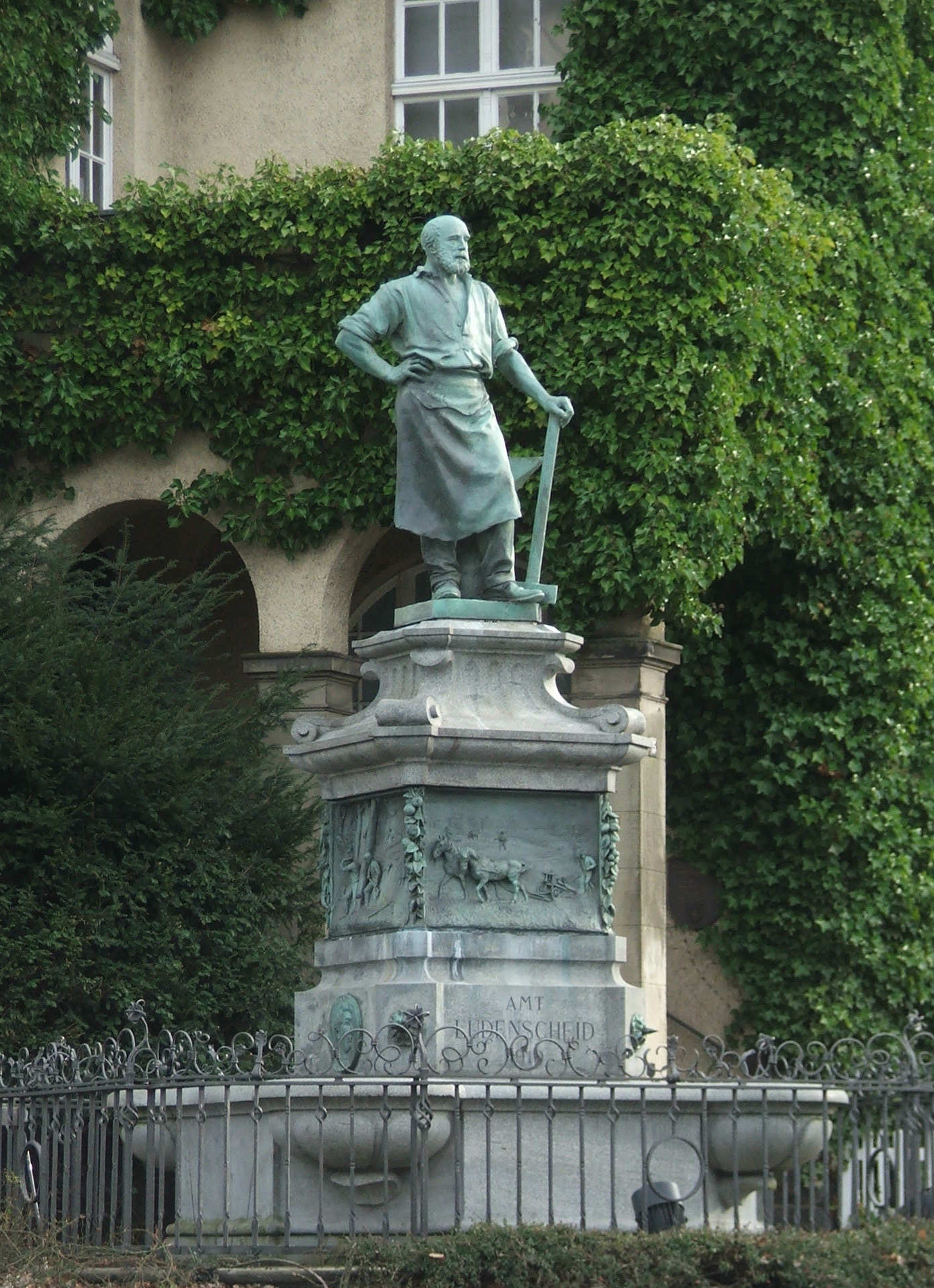
Fontaine de Fritz Selve

La ville de Lüdenscheid est jumelée avec :
- Brighouse (Angleterre) depuis 1983
- Le Helder (Pays-Bas) depuis 1980
- Louvain (Belgique) depuis 1987
- Myślenice (Pologne) depuis 1989
- Romilly-sur-Seine (France) depuis 1991
- Taganrog (Russie) depuis 1991